# Гребное колесо

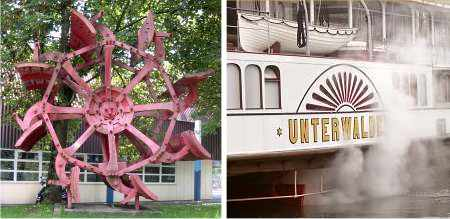
Гребное колесо колёсного парохода

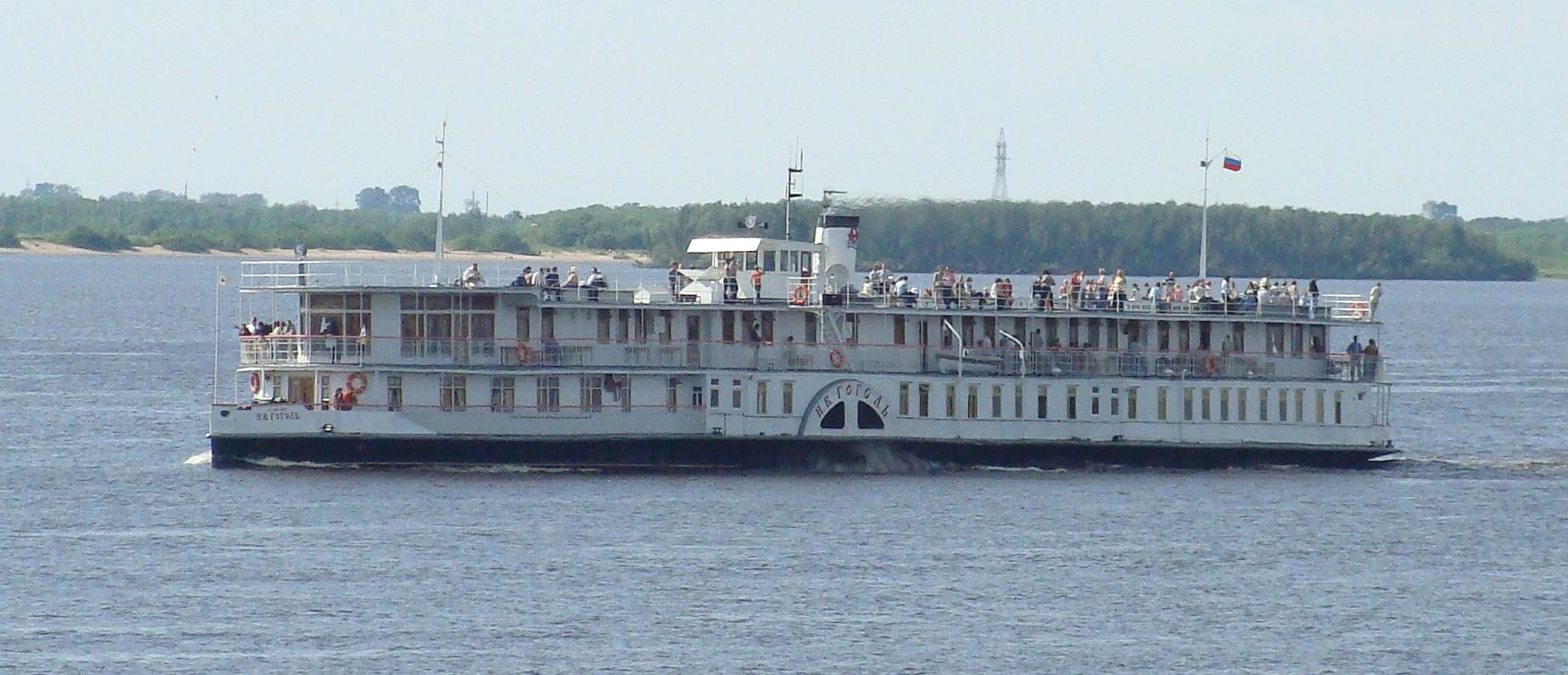
Колёсный пароход «Н. В. Гоголь» — старейшее (1911 г.) российское пассажирское судно, находящееся в эксплуатации. Движитель — два бортовых колеса

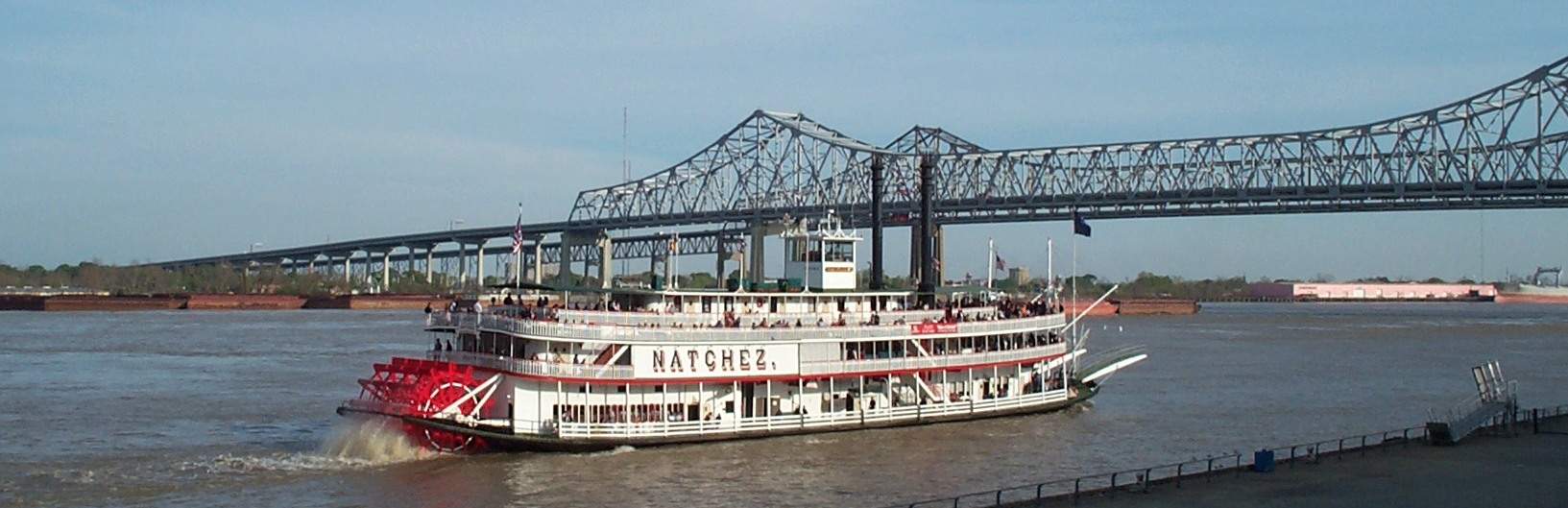
Туристический пароход с кормовым гребным колесом на реке Миссисипи

Гребное колесо — вид движителя, используемый для приведения в движение судов. Представляет собой большое колесо, снабженное лопастями (плицами), которые погружаются в воду.
Гребное колесо по конструкции аналогично водяному колесу, с той лишь разницей, что не вода приводит колесо в движение, а колесо используется для движения.
Существует две основные разновидности гребных колёс:
- кормовые, расположенные за кормой судна. Может представлять собой как одно широкое колесо, так и два независимых;
- бортовые, попарно размещающиеся с бортов судна[1]. Внешнее ограждение кожуха бортового колеса называется сиянием, оно часто имеет декоративное оформление, на нём обычно указывается название судна.

По конструкции различают колёса с подвижными и неподвижными лопастями. Лопасти гребного колеса называются плицами и часто изготавливаются из дерева для облегчения ремонта. Плицы колеса с неподвижными лопастями устанавливаются стационарно по радиусу колеса на его спицах. С неподвижными лопастями обычно выполняются кормовые колёса. Подвижные плицы закреплены шарнирно и связаны тягами с эксцентриком, что позволяет использовать оптимальные углы вхождения, упора об воду и выхода лопастей.
Благодаря оптимальным оборотам поршневой паровой машины, гребные колёса пароходов не требуют применения редукторов, двигатель приводит колёса непосредственно. Применение гребных колёс на судах с двигателем внутреннего сгорания требует использования трансмиссии с редукцией — шестерёнчатого редуктора с устройством для реверсирования (реверс-редуктора), гидрообъёмной или электротрансмиссии.

## История
Роберт Фултон на плавбатарее «Demologos» применил оригинальное решение — спрятал колесо диаметром 5 метров между двумя полукорпусами, защищая его тем самым от артиллерийского огня. Первый в мире паровой боевой корабль развивал среднюю скорость 5 узлов, а максимальную 7, он был закончен уже после окончания англо-американской войны и после смерти своего создателя.
Позднее, уже в годы Гражданской войны, федеральным правительством США строились концептуально очень похожие речные броненосцы (см. en:City-class ironclad).
Гребные колёса, приводимые в движение с помощью паровых машин, стали первыми движителями самоходных судов и получили массовое применение в первой половине XIX веке. К концу века гребные колеса на море были практически полностью вытеснены более эффективными гребными винтами.

## Недостатки
- Основная проблема при использовании гребного колеса — при сильной бортовой качке правое и левое гребное колесо поочередно полностью выходит из воды и, соответственно, погружается в воду слишком глубоко, судно рыскает, делая нормальное движение невозможным. Также при сильном волнении колёса подвергаются большим динамическим нагрузкам, выводящим их из строя.
- Низкий коэффициент полезного действия — около 30 % (КПД уже первых удачных гребных винтов — до 40 %).
- Бо́льшая масса, чем у винта и, следовательно, — большее водоизмещение судна и расход топлива.
- Большая зависимость от осадки судна.
- Применение гребных колёс требует размещать ходовые машины выше ватерлинии, что также уменьшает доступные полезные объёмы, а на военном флоте — увеличивает уязвимость машинного отделения.
- Бортовые колёса требуют больших обносов, увеличивающих габариты судна, уменьшающих полезную площадь палубы.
- Кормовые колёса менее эффективны гидродинамически, увеличивая сопротивление корпуса, из под которого они как бы откачивают воду.

## Преимущества
- Кормовое гребное колесо в условиях ограниченной осадки судна создает упор, намного превышающий упор гребного винта[2].
- Бортовые гребные колёса позволяют разворачиваться почти на месте.
- Также, гребные колёса обеспечивают бо́льшую силу тяги с места, что удобно для буксиров, а также позволяет им иметь меньшую осадку. Именно поэтому в СССР строительство речных колёсных буксиров (но уже теплоходов, с дизельными двигателями) продолжалось до 1991 года (буксиры-толкачи серии БТК[3]). Пример современного колёсного судна — пассажирский теплоход проекта ПКС-40 (тип «Сура»), оснащённый кормовыми гребными колёсами.
- Гребные колеса, в отличие от гребных винтов, ремонтопригодны.

Прогулочные водные велосипеды-катамараны приводятся в движение гребным колесом с педальным приводом.